# كارول شيلبي
كارول شيلبي  (بالإنجليزية: Carroll Shelby)‏ (و.11 يناير 1923 - 10 مايو 2012)، الأمريكي الجنسية، كان مصمم وسائق سيارات ومنظم سباقات. والمعروف بمشاركتة في تطوير سيارة إيه سي كوبرا وفيما بعد قام بتطوير سيارة موستانغ والتي تنتجها شركة فورد للسيارات وتحويلها إلى سيارة عالية الأداء، عرفت باسم شيلبي موستانغ وذلك في عام 1965، من خلال شركته، والمعروفة باسم شركة شيلبي الأمريكية، والتي تأسست في عام 1962، وتبيع حاليا سيارات فورد المعدلة، وكذلك أجزاء وقطع الغيار المعززة للأداء.